# Корсет, Трульс Энген
Трульс Энген Корсет (норв. Truls Engen Korsæth; род. 16 сентября 1993, Норвегия) — норвежский профессиональный шоссейный велогонщик выступавший за команду «Astana Pro Team». В сентябре 2018 года после долгой болезни 25-летний Корсет решил закончить карьеру и сосредоточиться на учебе и дальнейшей карьере. По обоюдному согласию гонщик и команда решили расторгнуть контракт.

## Достижения
2013
- 1-й на этапе 3 (TTT) Circuit des Ardennes

2014
- 1-й на Дуо Норман, вместе с Рейдаром Боргерсеном

2015
- 3-й на Туре Фландрии среди мужчин в возрасте до 23 лет (U23)
- 9-й на Стер ЗЛМ Тур — ГК
- 2-й на Profronde van Noord-Holland
- 2-й на Чемпионате Норвегии по шоссейному велоспорту среди мужчин в возрасте до 23 лет в групповой гонке
- 3-й на Чемпионате Норвегии по шоссейному велоспорту в индивидуальной гонке с раздельным стартом
- 4-й на Чемпионате мира по шоссейному велоспорту среди мужчин в возрасте до 23 лет в индивидуальной гонке с раздельным стартом

2016
- 1-й на этапе 1 Tour de Gironde

| ГК | Генеральная классификация |